# 地球之歌
〈地球之歌〉（英語："Earth Song"）是迈克尔·杰克逊在1995年创作的歌曲，这首歌被收录进迈克尔于同年发布的专辑《他的歷史：昨日，今日，明日——第一輯》中，它在德国、瑞士、拉脱维亚、英国的排行榜上均夺得了第一名。
这首歌的MV收录进了诸如环境问题、贫困问题、波黑冲突等各类关于地球与人类目前的面临的问题的题材，它在英国的销量超过100万份，并在此国的Wonderwall排行榜上连续六周排行第一，而此单曲在全世界的销量为300万以上。
迈克尔的父亲约瑟夫·杰克逊在一次采访中透露这首歌是迈克尔生前最喜欢的一首歌。值得一提的是，迈克尔过世的前一天的最后排练曲就是它。
後这首歌也被收录进了《迈克尔·杰克逊：就是这样》中。

## 组成
这首歌在作为流行乐的同时融合了蓝调、福音与戏曲元素，这首歌的歌词里融入了许多对人类的社会问题的探讨。它的主旋律为Ab旋律小调。